# Gioan Lưu Thế Công
Gioan Lưu Thế Công (tiếng Trung: 劉世功, John Liu Shi-gong; 1928 – 2017) là một giám mục người Trung Quốc của Giáo hội Công giáo Rôma. Ông từng đảm trách chức vị Giám mục chính tòa Giáo phận Tập Ninh.

## Tiểu sử
Giám mục họ Lưu sinh ngày 18 tháng 8 năm 1928 tại tại Tứ Tử Vương, Ulanqab, Nội Mông (Trung Quốc). Năm 14 tuổi, ông vào tu học trong chủng viện. Năm 1948, ông sang tu học tại tu viện ở Bayan Nur, năm sau ông theo học tại Học viện Triết học thành phố Hohhot.
Việc tu học của ông bị gián đoạn một thời gian do tình hình bất ổn chính trị vào cuối thập niên 1940 dẫ đến việc tu viện bị đóng cửa. Mãi đến năm 1952, tu viện mới được mở cửa trở lại, ông trở lại tiếp tục con đường tu học.
Ngày 15 tháng 8 năm 1956, ông được thụ phong chức vị linh mục, khi 28 tuổi. Giai đoạn này, các hoạt động tôn giáo đều gặp phải sự cấm đoán từ phía chính quyền. Trong giai đoạn Cách mạng Văn hóa, ông trở thành nông dân một thời gian, có lúc bị đưa đến trại cải tạo lao động. Mãi đến cuối thập niên 1970, các hoạt động tôn giáo mới được khôi phục trở lại, ông mới tiếp tục các hoạt động mục vụ của mình.
Ngày 15 tháng 3 năm 1995, Hội Công giáo Yêu nước Trung Quốc đề cử ông vào chức vụ Giám mục Ô Lan Sát Bố Minh. Tòa Thánh Vatican sau đó cũng công nhận ông là Giám mục chính tòa Giáo phận Tập Ninh. Lễ tấn phong giám mục của ông được tổ chức vào ngày 20 tháng 10 năm 1995.
Ông qua đời ngày 9 tháng 6 năm 2017.